# チャーリー・ターハン
チャーリー・ターハン（Charlie Tahan,  1998年6月11日 - ）は、アメリカ合衆国の子役、声優である。

## 来歴
1998年、ニュージャージー州、グレンロックに生まれる。妹のデイジー・ターハンも同じく女優、子役で『ミート・ザ・ペアレンツ3』などへ出演した。またウィリーという名の兄もいる。2007年から子役としてキャリアをスタートさせ、ウィル・スミス主演の『アイ・アム・レジェンド』やザック・エフロンらと共演した『きみがくれた未来』などの話題作へ出演している。その後、現在に至るまでテレビシリーズや映画などで順調にキャリアを重ねており、2012年に公開されたティム・バートン監督のストップモーション映画作品『フランケンウィニー』では、主役のビクター・フランケンシュタインの声を担当し、声優としての才能も発揮した。2013年のヤング・アーティスト・アワードでは、声優部門の優秀賞を獲得している。

## 出演作品

### 映画
- Trainwreck: My Life as an Idiot (2007)
- Once Upon a Film (2007)
- アイ・アム・レジェンド I Am Legend (2007)
- 最後の初恋 Nights in Rodanthe (2008)
- 水曜日のエミリア Love and Other Impossible Pursuits (2010)
- Meskada (2010)
- きみがくれた未来 Charlie St. Cloud (2010)
- バーニング・ブライト Burning Bright (2010)
- フランケンウィニー Frankenweenie (2012) ※声の出演
- マイ・ブラザー 哀しみの銃弾 Blood Ties (2013)
- ブルージャスミン Blue Jasmine (2013)
- ライフ・オブ・クライム Life of Crime (2013)
- The Harvest (2013)
- 人生は小説よりも奇なり Love Is Strange (2014)
- コネチカットにさよならを The Land of Steady Habits (2018)
- チア・アップ! Poms (2019)
- ほの蒼き瞳 The Pale Blue Eye (2022)
- 名もなき者/A COMPLETE UNKNOWN A Complete Unknown (2024)

### テレビドラマ
- FRINGE/フリンジ Fringe (2008)
- LAW & ORDER:性犯罪特捜班 Law & Order: Special Victims Unit (2010, 2011)
- ブルーブラッド 〜NYPD家族の絆〜 Blue Bloods (2012)
- ウェイワード・パインズ 出口のない街 Wayward Pines (2014)
- オザークへようこそ Ozark (2017-2022)